# Volvo Car Open 2021 - Qualificazioni singolare
Le qualificazioni del singolare del Volvo Car Open 2021 sono un torneo di tennis preliminare per accedere alla fase finale della manifestazione. Le vincitrici dell'ultimo turno sono entrate di diritto nel tabellone principale. In caso di ritiro di una o più giocatrici aventi diritto a queste sono subentrate le lucky loser, ossia le giocatrici che hanno perso nell'ultimo turno ma che avevano una classifica più alta rispetto alle altre partecipanti che avevano comunque perso nel turno finale.

## Teste di serie
1. Harriet Dart (ultimo turno)
2. Kristína Kučová (primo turno, ritirata)
3. Wang Xinyu (ultimo turno)
4. Natal'ja Vichljanceva (qualificata)
5. Caroline Dolehide (ultimo turno)
6. Whitney Osuigwe (ultimo turno)
7. Magdalena Fręch (qualificata)
8. Kurumi Nara (qualificata)

1. Varvara Flink (primo turno)
2. Allie Kiick (ultimo turno)
3. Storm Sanders (qualificata)
4. Asia Muhammad (qualificata)
5. Gabriela Talabă (qualificata)
6. Grace Min (qualificata)
7. Ellen Perez (primo turno)
8. Kateryna Bondarenko (ultimo turno)

## Qualificate
1. Grace Min
2. Desirae Krawczyk
3. Gabriela Talabă
4. Natal'ja Vichljanceva

1. Storm Sanders
2. Asia Muhammad
3. Magdalena Fręch
4. Kurumi Nara

## Tabellone

### Legenda
| - Q = Qualificato - WC = Wild card - LL = Lucky loser | - ALT = Alternate - SE = Special Exempt - PR = Protected Ranking | - w/o = Walkover - r = Ritirato - d = Squalificato |

### Sezione 1
|  | Primo turno | Primo turno      | Primo turno      | Primo turno | Primo turno |  |  | Ultimo turno | Ultimo turno | Ultimo turno | Ultimo turno | Ultimo turno |  |
|  |             |                  |                  |             |             |  |  |              |              |              |              |              |  |
|  | 1           | Harriet Dart     | Harriet Dart     | 6           | 6           |  |  |              |              |              |              |              |  |
|  | WC          | Rachel Gailis    | Rachel Gailis    | 1           | 2           |  |  | 1            | Harriet Dart | Harriet Dart | 2            | 2            |  |
|  |             | Katerina Stewart | Katerina Stewart | 2           | 1           |  |  | 14           | Grace Min    | Grace Min    | 6            | 6            |  |
|  | 14          | Grace Min        | Grace Min        | 6           | 6           |  |  |              |              |              |              |              |  |

### Sezione 2
|  | Primo turno | Primo turno         | Primo turno | Primo turno | Primo turno |  |  | Ultimo turno | Ultimo turno        | Ultimo turno | Ultimo turno | Ultimo turno |  |
|  |             |                     |             |             |             |  |  |              |                     |              |              |              |  |
|  | 2           | Kristína Kučová     | 2           | 2           | r           |  |  |              |                     |              |              |              |  |
|  |             | Desirae Krawczyk    | 6           | 1           |             |  |  |              | Desirae Krawczyk    | 2            | 7            | 6            |  |
|  |             | Catherine Harrison  | 7           | 2           | 3           |  |  | 16           | Kateryna Bondarenko | 6            | 5            | 4            |  |
|  | 16          | Kateryna Bondarenko | 5           | 6           | 6           |  |  |              |                     |              |              |              |  |

### Sezione 3
|  | Primo turno | Primo turno        | Primo turno | Primo turno | Primo turno |  |  | Ultimo turno | Ultimo turno    | Ultimo turno | Ultimo turno | Ultimo turno |  |
|  |             |                    |             |             |             |  |  |              |                 |              |              |              |  |
|  | 3           | Wang Xinyu         | 65          | 6           | 6           |  |  |              |                 |              |              |              |  |
|  | WC          | Kennedy Shaffer    | 7           | 1           | 0           |  |  | 3            | Wang Xinyu      | 6            | 1            | 3            |  |
|  |             | Fernanda Contreras | 6           | 4           | 1           |  |  | 13           | Gabriela Talabă | 4            | 6            | 6            |  |
|  | 13          | Gabriela Talabă    | 4           | 6           | 6           |  |  |              |                 |              |              |              |  |

### Sezione 4
|  | Primo turno | Primo turno           | Primo turno           | Primo turno | Primo turno |  |  | Ultimo turno | Ultimo turno          | Ultimo turno          | Ultimo turno | Ultimo turno |  |
|  |             |                       |                       |             |             |  |  |              |                       |                       |              |              |  |
|  | 4           | Natal'ja Vichljanceva | Natal'ja Vichljanceva | 6           | 6           |  |  |              |                       |                       |              |              |  |
|  | WC          | Oksana Kalašnikova    | Oksana Kalašnikova    | 0           | 0           |  |  | 4            | Natal'ja Vichljanceva | Natal'ja Vichljanceva | 6            | 6            |  |
|  |             | Alycia Parks          | Alycia Parks          | 6           | 6           |  |  |              | Alycia Parks          | Alycia Parks          | 4            | 1            |  |
|  | 15          | Ellen Perez           | Ellen Perez           | 2           | 4           |  |  |              |                       |                       |              |              |  |

### Sezione 5
|  | Primo turno | Primo turno        | Primo turno        | Primo turno | Primo turno |  |  | Ultimo turno | Ultimo turno      | Ultimo turno | Ultimo turno | Ultimo turno |  |
|  |             |                    |                    |             |             |  |  |              |                   |              |              |              |  |
|  | 5           | Caroline Dolehide  | Caroline Dolehide  | 6           | 6           |  |  |              |                   |              |              |              |  |
|  |             | Mirjam Björklund   | Mirjam Björklund   | 4           | 3           |  |  | 5            | Caroline Dolehide | 6            | 4            | 64           |  |
|  |             | Gabriela Dabrowski | Gabriela Dabrowski | 3           | 3           |  |  | 11           | Storm Sanders     | 2            | 6            | 7            |  |
|  | 11          | Storm Sanders      | Storm Sanders      | 6           | 6           |  |  |              |                   |              |              |              |  |

### Sezione 6
|  | Primo turno | Primo turno     | Primo turno   | Primo turno | Primo turno |  |  | Ultimo turno | Ultimo turno    | Ultimo turno    | Ultimo turno | Ultimo turno |  |
|  |             |                 |               |             |             |  |  |              |                 |                 |              |              |  |
|  | 6           | Whitney Osuigwe | 6             | 3           | 6           |  |  |              |                 |                 |              |              |  |
|  |             | Alexa Guarachi  | 3             | 6           | 2           |  |  | 6            | Whitney Osuigwe | Whitney Osuigwe | 2            | 63           |  |
|  |             | Jamie Loeb      | Jamie Loeb    | 4           | 2           |  |  | 12           | Asia Muhammad   | Asia Muhammad   | 6            | 7            |  |
|  | 12          | Asia Muhammad   | Asia Muhammad | 6           | 6           |  |  |              |                 |                 |              |              |  |

### Sezione 7
|  | Primo turno | Primo turno     | Primo turno     | Primo turno | Primo turno |  |  | Ultimo turno | Ultimo turno    | Ultimo turno    | Ultimo turno | Ultimo turno |  |
|  |             |                 |                 |             |             |  |  |              |                 |                 |              |              |  |
|  | 7           | Magdalena Fręch | Magdalena Fręch | 7           | 6           |  |  |              |                 |                 |              |              |  |
|  |             | Katrina Scott   | Katrina Scott   | 63          | 3           |  |  | 7            | Magdalena Fręch | Magdalena Fręch | 7            | 6            |  |
|  |             | Katherine Sebov | Katherine Sebov | 6           | 6           |  |  |              | Katherine Sebov | Katherine Sebov | 5            | 1            |  |
|  | 9           | Varvara Flink   | Varvara Flink   | 2           | 3           |  |  |              |                 |                 |              |              |  |

### Sezione 8
|  | Primo turno | Primo turno    | Primo turno    | Primo turno | Primo turno |  |  | Ultimo turno | Ultimo turno | Ultimo turno | Ultimo turno | Ultimo turno |  |
|  |             |                |                |             |             |  |  |              |              |              |              |              |  |
|  | 8           | Kurumi Nara    | Kurumi Nara    | 6           | 6           |  |  |              |              |              |              |              |  |
|  | WC          | Whitley Pate   | Whitley Pate   | 3           | 2           |  |  | 8            | Kurumi Nara  | Kurumi Nara  | 6            | 6            |  |
|  |             | Lucie Hradecká | Lucie Hradecká | 0           | 1           |  |  | 10           | Allie Kiick  | Allie Kiick  | 2            | 1            |  |
|  | 10          | Allie Kiick    | Allie Kiick    | 6           | 6           |  |  |              |              |              |              |              |  |